# 梅田新道
梅田新道（日语：／）是過去大阪府大阪市北區大阪站前交差點至同市東區（現中央區）淀屋橋交差點的道路。現在屬御堂筋一部分。
目前仍有梅田新道交差點與銀行分店保留此名稱，現在所說的「梅田新道」多指「梅田新道交差點」。

## 概要
1901年，大阪站移至現址，1903年闢建大阪站（梅田）至船場的連結道路。為了與梅田道（現阪神高速11號池田線）區隔而命名為「梅田新道」。1911年拓寬，大阪市電開通。

## 梅田新道交差點
座標：34°41′54″N 135°30′02″E / 34.6982003°N 135.5006028°E
梅田新道交差點（日语：／）是大阪市北區梅田一丁目東南角的交差點，常簡稱為「梅田新道」、「梅新」（ウメシン）。

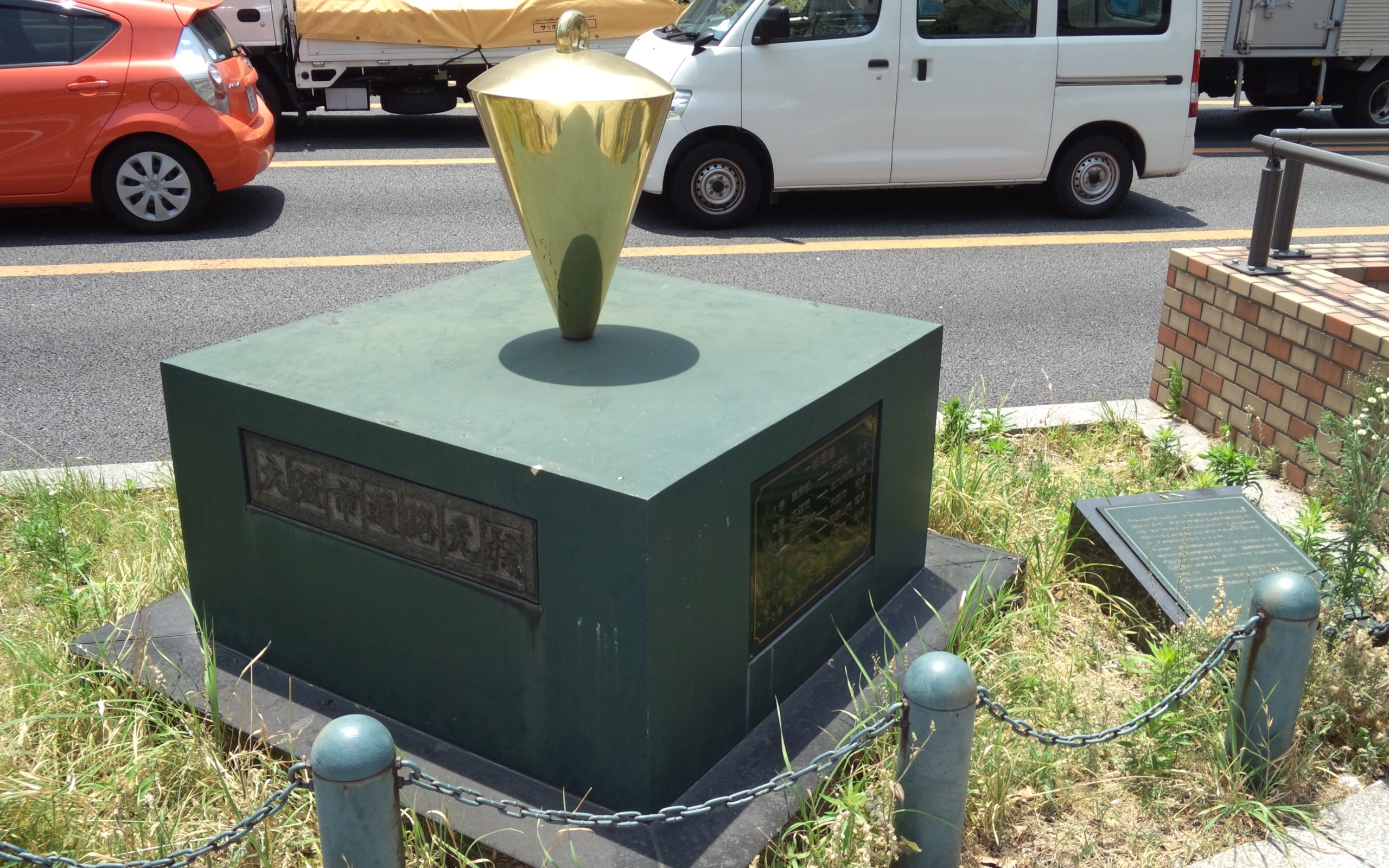
大阪市道路元標交差點西北方步道的紀念碑

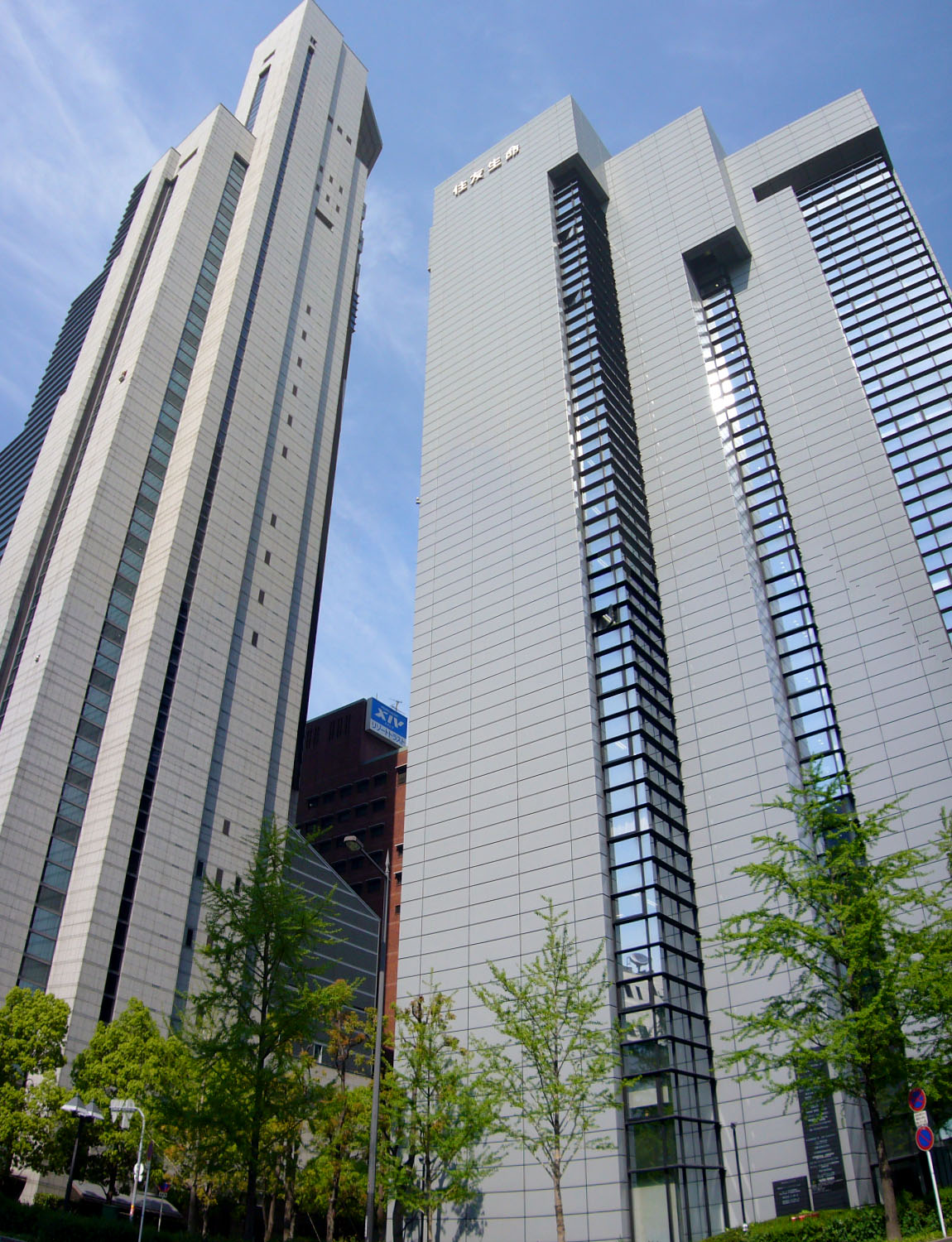
梅田新道交差點東南角的愛和誼日生同和產物保險鳳凰塔與住友生命保險御堂筋大廈

國道1號與國道2號等的交會處，1952年12月設置標示國道起訖點的道路元標。從此處往南至難波的御堂筋為單向道路。東隣的交差點為梅新東（ウメシンヒガシ），南隣的交差點為梅新南（ウメシンミナミ）。
JR東西線與大阪市營地下鐵御堂筋線在此交差點地下交會，大阪市營地下鐵谷町線在此地轉彎。

### 以梅田新道交差點為終點的國道
- 國道1號（起點：東京都中央區日本橋）
- 國道25號（起點：三重縣四日市市）
- 國道176號（日语：国道176号）（起點：京都府宮津市）

### 以梅田新道交差點為起點的國道
- 國道2號（終點：福岡縣北九州市門司區）
- 國道26號（終點：和歌山縣和歌山市）
- 國道163號（終點：三重縣津市）
- 國道165號（日语：国道165号）（終點：三重縣津市）

### 至梅田新道交差點的距離
- 國道1號名古屋、京都、枚方方向
  - 名古屋 185km
  - 四日市 149km
  - 京都 44km
  - 枚方 22km
  - 守口 9km
- 國道2號岡山、姬路、神戶方向
  - 岡山 155km
  - 姬路 88km
  - 明石 53km
  - 神戶 32km
  - 尼崎 12km
- 國道25號四日市、伊賀、八尾方向
  - 四日市 141km（經名阪國道）
  - 伊賀 84km（經名阪國道）
  - 八尾 15km
- 國道26號和歌山、岸和田、堺方向
  - 和歌山 72km
  - 岸和田 32km
  - 堺 15km
- 國道163號津、木津川、門真方向
  - 津 117km
  - 木津川 35km
  - 門真 10km
- 國道165號名張、橿原、大和高田方向
  - 名張 80km
  - 橿原 41km
  - 大和高田 37km
- 國道176號福知山、寶塚、豐中方向
  - 福知山 109km
  - 寶塚 23km
  - 豐中 11km